# Lista de presidentes do Grêmio Esportivo Brasil
Esta é a lista de presidentes do Grêmio Esportivo Brasil.
| Presidente                         | Período   |                   |      |
| Dário Feijó                        | 1911      |                   |      |
| Manoel Ayres Filho Maneca          | 1912      |                   |      |
| Marcílio Carvalho                  | 1913      |                   |      |
| Torquato Nunes Garcia              | 1914      |                   |      |
| Alberto Gigante                    | 1915      |                   |      |
| Manoel da Rocha Osório             | 1916      |                   |      |
| Augusto Simões Lopes               | 1917      |                   |      |
| João Zabaleta                      | 1921      |                   |      |
| Ildefonso Simões Lopes             | 1922      |                   |      |
| José Mario Manfrin                 | 1923      |                   |      |
| Carlos Giusti                      | 1924      |                   |      |
| Vicente Russomano                  | 1925      |                   |      |
| Manoel Farias Guimarães            | 1926      |                   |      |
| Manuel Luíz da Rocha Osório        | 1927      |                   |      |
| Luís Leivas Massot                 | 1928      |                   |      |
| Flávio de Souza                    | 1929      |                   |      |
| Manoel de Sá Cordeiro              | 1930      |                   |      |
| Júlio de Castilhos                 | 1931      |                   |      |
| José Domingos de Assis             | 1932      |                   |      |
| Vicente Russomano                  | 1933      |                   |      |
| Sílvio Barbedo                     | 1934      |                   |      |
| José Domingos de Assis             | 1935-1936 |                   |      |
| Dario da Silva Tavares             | 1937      |                   |      |
| Frederico Zambrano Siqueira        | 1938      |                   |      |
| Bento Mendes de Freitas            | 1939      |                   |      |
| Hipólito J. do Amaral Ribeiro      | 1940      |                   |      |
| Bento Mendes de Freitas            | 1941      |                   |      |
| Pedro Noronha de Mello             | 1942      |                   |      |
| José Gomes Tavares                 | 1943      |                   |      |
| Luís Leivas Massot                 | 1944      |                   |      |
| Flávio de Souza                    | 1945      |                   |      |
| José João Bainy                    | 1946      |                   |      |
| Paulo Vignolo Silveira             | 1947-1949 |                   |      |
| Juvenal Dias da Costa              | 1950      |                   |      |
| Adir Cunha                         | 1951      |                   |      |
| José Francisco Dias da Costa       | 1952      |                   |      |
| Rafael Iório Brandi                | 1953      |                   |      |
| Clóvis Gotuzzo Russomano           | 1954      |                   |      |
| Frederico Zambrano Siqueira        | 1955      |                   |      |
| Antônio Carapeto Fernandes         | 1956      |                   |      |
| Clóvis Gotuzzo Russomano           | 1957      |                   |      |
| José Rahal                         | 1958      |                   |      |
| Basileu Campello                   | 1959      |                   |      |
| Antônio Ferreira Martins           | 1960      |                   |      |
| Antônio Carapeto Fernandes         | 1961-1962 |                   |      |
| Pedro Elba Zabaleta                | 1963-1965 |                   |      |
| Solon Ferreira de Brito            | 1966      |                   |      |
| Orlando Brisolara Azevedo          | 1967-1968 |                   |      |
| Pedro Elba Zabaleta                | 1969-1970 |                   |      |
| Breno Antônio Nunes                | 1971      |                   |      |
| Clóvis Gotuzzo Russomano           | 1972      |                   |      |
| Wanderley Álbio da Silva           | 1973      |                   |      |
| Pedro Elba Zabaleta                | 1974      |                   |      |
| Breno Antônio Nunes                | 1975      |                   |      |
| Wanderley Álbio da Silva           | 1976      |                   |      |
| Cláudio Milton Cassal de Andréa    | 1977      |                   |      |
| Humberto Zachia Alan               | 1978      |                   |      |
| Clóvis Gotuzzo Russomano           | 1979      |                   |      |
| Selmar dos Santos Pintado          | 1980      |                   |      |
| Wilson Francisco Brito Wasielieski | 1981      |                   |      |
| Giovanni Mattéa                    | 1982      |                   |      |
| Carlos Marino Louzada              | 1983      |                   |      |
| José Delgrande Assis               | 1984      |                   |      |
| Rogério Souza                      | 1985      |                   |      |
| Manoel Giampaoli da Silva          | 1986      |                   |      |
| José Antônio Zaquia Alam           | 1987      |                   |      |
| Delorges Antônio Horta Duarte      | 1988      |                   |      |
| Lélio José Robe                    | 1989      |                   |      |
| Ubirajara Pinto Martinez           | 1990      |                   |      |
| Heleno Aires Coelho                | 1991-1992 |                   |      |
| José Carlos Lima Schuch            | 1993      |                   |      |
| Heleno Aires Coelho                | 1994      |                   |      |
| Cláudio Fabrício Montanelli        | 1995-1996 |                   |      |
| Claer Augusto Borda                | 1997      |                   |      |
| Cláudio Fabrício Montanelli        | 1998-1999 |                   |      |
| Ary Scotto dos Santos              | 2000      |                   |      |
| Hamilton Santos                    | 2001      |                   |      |
| Érico Ribeiro                      | 2002      |                   |      |
| Sylvio Balverdú                    | 2003      |                   |      |
| Humberto Santo                     | 2004-2005 |                   |      |
| Érico Ribeiro                      | 2005-2006 |                   |      |
| Ivânio Branco de Araújo            | 2006      |                   |      |
| Hélder Lópes                       | 2007-2010 |                   |      |
| André Araújo                       | 2010-2012 |                   |      |
| Ricardo Fonseca                    | 2012-2020 |                   |      |
| Nilton Pinheiro                    | 2021-     |                   |      |
| Evanio Bandeira Tavares            | 2021-2023 | Gonzalo Russomano | 2023 |